# Unió Esportiva Porqueres
La Unió Esportiva Porqueres és un club de futbol de Porqueres fundat el 1982, amb equips de futbol femení a preferent i masculí a segona catalana, així com diversos equips de categories inferiors
El primer equip de futbol de Porqueres va ser la Penya de Mata, fundat el 1965. El 1981 es van federar amb el nom de Club Deportiu Mata i el 1982 van adoptar el nom actual. La temporada 2024-2025 tenia quatre equips femenins i diversos equips de categories inferiors.